# West Indies Cricket Team in Neuseeland in der Saison 1951/52
Die Tour des West Indies Cricket Teams nach Neuseeland in der Saison 1951/52 fand vom 8. bis zum 19. Februar 1952. Die internationale Cricket-Tour war Bestandteil der Internationalen Cricket-Saison 1951/52 und umfasste zwei Tests. Die West Indies gewannen die Serie 1–0.

## Vorgeschichte
Die West Indies bestritten zuvor eine Tour in Australien, für Neuseeland war es die erste Tour der Saison.
Es war das erste Mal, dass die beiden Mannschaften Test-Spiele gegeneinander bestritten. Abseits davon wurden Spiele niedrigerer Klassifikation gegeneinander bestritten, zuletzt im Rahmen der Tour der West Indies in Australien.

## Stadien
Die folgenden Stadien wurden für die Tour als Austragungsort vorgesehen.
| Stadion        | Stadt        | Kapazität | Spiele  |
| -------------- | ------------ | --------- | ------- |
| Eden Park      | Auckland     | 50.000    | 2. Test |
| Lancaster Park | Christchurch | 38.628    | 1. Test |

## Kaderlisten
Die Mannschaften benannten die folgenden Kader.
| Test | Test |
| Neuseeland | West Indies |
| --- | --- |
| - Bert Sutcliffe (K) - Don Beard - Tom Burtt - Ray Emery - Johnny Hayes - Gordon Leggat - Alex Moir - Frank Mooney (wk) - Geoff Rabone - John Reid - Verdun Scott - Brun Smith | - John Goddard (K) - Denis Atkinson - Robert Christiani - Gerry Gomez - Sammy Guillen (wk) - Roy Marshall - Allan Rae - Sonny Ramadhin - Jeffrey Stollmeyer - Alf Valentine - Clyde Walcott - Everton Weekes - Frank Worrell |

## Tests

### Erster Test in Christchurch
| 8. – 12. Februar Scorecard | Christchurch | Neuseeland 236 (119.4) & 189 (114.2) | – | West Indies 287 (97.2) & 142-5 (59) |
|                            |              | West Indies gewinnt mit 5 Wickets    |   |                                     |

Neuseeland gewann den Münzwurf und entschied sich als Schlagmannschaft zu beginnen.

### Zweiter Test in Auckland
| 15. – 19. Februar Scorecard | Auckland | West Indies 546-6d (159.4) | – | Neuseeland 160 (99.4) & 17-1 (17) (f/o) |
|                             |          | Remis                      |   |                                         |

Neuseeland gewann den Münzwurf und entschied sich als Feldmannschaft zu beginnen.